# Collegio uninominale Lombardia 4 - 03 (2017)
Il collegio elettorale uninominale Lombardia 4 - 03 è stato un collegio elettorale uninominale della Repubblica Italiana per l'elezione della Camera tra il 2017 ed il 2022.

## Territorio
Come previsto dalla legge elettorale italiana del 2017, il collegio era stato definito tramite decreto legislativo all'interno della circoscrizione Lombardia 4.
Era formato dal territorio di tutta la provincia di Lodi e dai comuni di Carpiano, Cerro al Lambro, Colturano, Dresano, Mediglia, Melegnano, Paullo, San Colombano al Lambro, San Zenone al Lambro, Tribiano e Vizzolo Predabissi nella città metropolitana di Milano.
Il collegio era parte del collegio plurinominale Lombardia 4 - 01.

## Eletti
| Elezione | Elezione | Deputato           | Partito         |
| -------- | -------- | ------------------ | --------------- |
|          | 2018     | Claudio Pedrazzini | Forza Italia    |
|          | 2019     | Claudio Pedrazzini | Cambiamo!       |
|          | 2021     | Claudio Pedrazzini | Coraggio Italia |
|          | 2022     | Claudio Pedrazzini | Azione          |

## Dati elettorali

### XVIII legislatura
Come previsto dalla legge elettorale, 232 deputati erano eletti con sistema a maggioranza relativa in altrettanti collegi uninominali a turno unico.
| Candidati              | Candidati                    | Voti    | %     | Liste                           | Voti    | %     |
| ---------------------- | ---------------------------- | ------- | ----- | ------------------------------- | ------- | ----- |
|                        | Claudio Pedrazzini ✔️ Eletto | 79 338  | 46,92 | Lega                            | 48 015  | 28,40 |
| Forza Italia           | Claudio Pedrazzini ✔️ Eletto | 79 338  | 46,92 | 23 586                          | 13,95   |       |
| Fratelli d'Italia      | Claudio Pedrazzini ✔️ Eletto | 79 338  | 46,92 | 6 656                           | 3,94    |       |
| Noi con l'Italia - UDC | Claudio Pedrazzini ✔️ Eletto | 79 338  | 46,92 | 1 081                           | 0,64    |       |
|                        | Luciano Frigoli              | 40 349  | 23,86 | Movimento 5 Stelle              | 40 349  | 23,86 |
|                        | Mauro Soldati                | 39 186  | 23,18 | Partito Democratico             | 34 254  | 20,26 |
| +Europa                | Mauro Soldati                | 39 186  | 23,18 | 3 758                           | 2,22    |       |
| Civica Popolare        | Mauro Soldati                | 39 186  | 23,18 | 600                             | 0,35    |       |
| Italia Europa Insieme  | Mauro Soldati                | 39 186  | 23,18 | 574                             | 0,34    |       |
|                        | Chiara Valenzano             | 4 431   | 2,62  | Liberi e Uguali                 | 4 431   | 2,62  |
|                        | Luca Achille                 | 1 556   | 0,92  | CasaPound                       | 1 556   | 0,92  |
|                        | Massimo Gatti                | 1 456   | 0,86  | Potere al Popolo!               | 1 456   | 0,86  |
|                        | Gabriele Vailati             | 1 204   | 0,71  | Italia agli Italiani            | 1 204   | 0,71  |
|                        | Elena Taloni                 | 707     | 0,42  | Il Popolo della Famiglia        | 707     | 0,42  |
|                        | Andrea Boggiani              | 371     | 0,22  | Per una Sinistra Rivoluzionaria | 371     | 0,22  |
|                        | Cinzia Pasquale              | 351     | 0,21  | 10 Volte Meglio                 | 351     | 0,21  |
|                        | Sebastiano Farina            | 128     | 0,08  | PRI - ALA                       | 128     | 0,08  |
| Totale                 | Totale                       | 169 077 | 100   |                                 | 169 077 | 100   |
|                        |                              |         |       |                                 |         |       |
| Voti non validi        | Voti non validi              | 5 427   | 3,11  |                                 |         |       |
| Votanti                | Votanti                      | 174 504 | 76,78 |                                 |         |       |
| Elettori               | Elettori                     | 227 292 |       |                                 |         |       |